# 島川文雄
島川 文雄（しまかわ ふみお、1945年11月22日 - ）は、日本の経営者。荏原製作所社長、会長を務めた。

## 来歴・人物
三重県出身。1970年に大阪大学工学部機械工学科を卒業し、同年に荏原製作所に入社した。1998年6月に取締役に就任し、2000年6月に常務を経て、2004年6月に社長に就任。2007年6月には相談役に就任。